# Pic de l'Aspre
Ne pas confondre avec le pic de l'Aspre (2 744 m), également en Ariège dans la vallée de Vicdessos.
Pour l’article ayant un titre homophone, voir Aspres.
Le pic de l'Aspre est un sommet de la chaîne des Pyrénées, situé dans la commune de Soula, dans le département de l'Ariège.

## Géographie

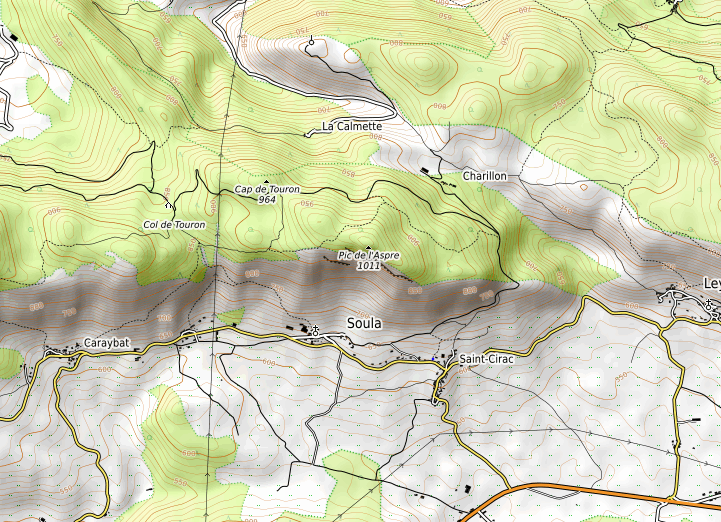
Carte topographique.

Culminant à une altitude de 1 011 m, il constitue le point culminant du massif du Plantaurel, chaîne calcaire du piémont pyrénéen qui traverse tout le département de l'Ariège.
Le pic de l'Aspre domine la petite vallée de Lesponne, qui le sépare au sud du massif de Tabe.

## Randonnée

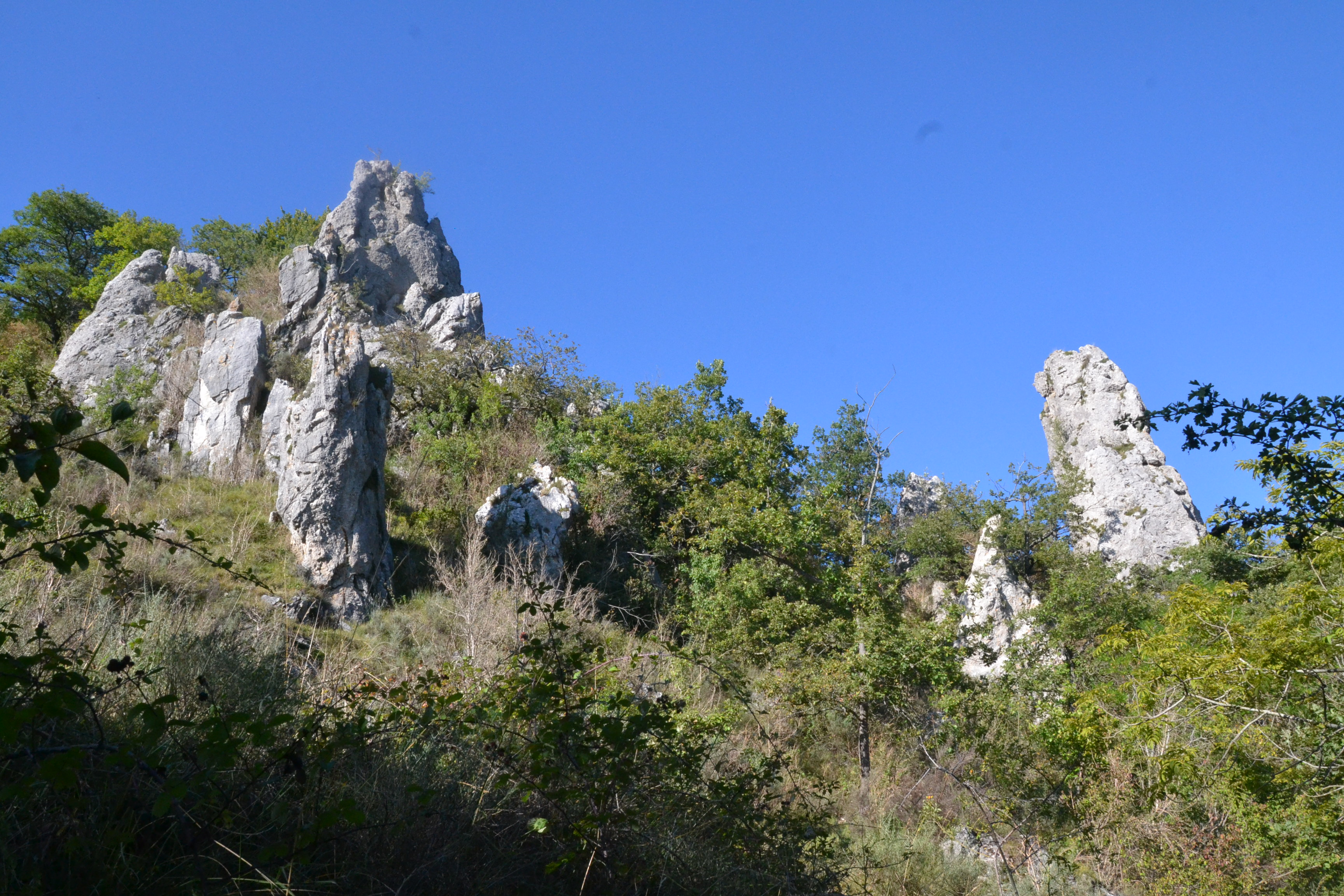
Les aiguilles de Charla.

Le GR 107 et le GR 367, partageant ici le même sentier, passent en contrebas du pic ; une variante sous forme de raccourci permet d'aller au sommet.
À l'ouest du pic, entre les GR et le hameau de Caraybat, se trouvent les aiguilles dolomitiques de Charla, formées par l'érosion.